# Joan Aiken
Joan Delano Aiken (Rye; 4 de septiembre de 1924 – The Hermitage; 4 de enero de 2004) fue una novelista británica. Nacida en Rye, East Sussex, en una familia de escritores que incluía a su padre, el poeta Conrad Aiken (ganador de un premio Pulitzer por su logro de 
obra poética), su hermana, Jane Aiken Hodge y su hermano John Aiken. La madre de Joan, la canadiense Jessie MacDonald, una licenciada del Radcliffe College, se casó con el escritor Martin Armstrong al poco de separarse de Conrad Aiken.
Joan Aiken inició su educación en casa por parte de su madre, posteriormente atendió la escuela Wychwood, en Oxford, entre 1936 y 1940; nunca acudió a la universidad. Joan había escrito historias desde muy temprana edad, y con apenas veinte años sus primeras historias fueron emitidas por la BBC, donde había estado trabajando durante 1942-43. En 1945 se casó con Ronald George Brown, un periodista que trabajaba para la oficina de información de las Naciones Unidas con el cual tuvo dos hijos, fallecido en 1955. Joan se volvió a casar con el pintor neoyorquino Julius Goldstein en 1976; falleció en 2001.
Trabajó para la oficina de información de las Naciones Unidas en Londres desde 1943 a 1949, y tras la muerte de su marido se incorporó a la revista Argosy donde ocupó diversos puestos editoriales y, según ella, aprendió el oficio de escritor. Esta revista fue una de las muchas en las que publicó sus primeros relatos breves entre 1955 y 1960. Durante este tiempo también publicó sus primeras dos colecciones de cuentos para niños y comenzó a trabajar en una novela infantil inicialmente titulada Bonnie Green, y que luego fue publicada como Los lobos de Willoughby Chase en 1962. Por aquella época ya era capaz de dedicarse por completo a escribir en casa, publicando dos o tres libros al año durante el resto de su vida, principalmente libros para niños y de suspenso, pero también muchos artículos, prólogos y ensayos sobre literatura infantil y sobre la obra de Jane Austen.
Recibió el Guardian Award (1969) y el premio Edgar (1972). En 1999 fue nombrada miembro de la Orden del Imperio Británico.
Murió en su casa de Petworth, West Sussex, a la edad de 79.

## Obra
Muchos de sus libros más populares, incluida la serie de los lobos de Willoughby Chase, acontecen en un elaborado universo alternativo británico en el cual Jacobo II de Inglaterra nunca fue depuesto en la Revolución Gloriosa, pero los partidarios de la casa de Hannover continuamente perturbaban la monarquía. Estos libros también juegan con la geografía de Londres, añadiéndole un nuevo distrito (canal District) así como otras invenciones.

## Obra traducida
- Los lobos de Willoughby Chase (The Wolves of Willoughby Chase, 1963)
- Arabela y su cuervo Mórtimer - ed. Planeta, 1981 (Arabel's Raven 1972)
- Cuentos del cuervo de Arabel (Arabel's Raven, 1972)
- Voces misteriosas (Voices in an Empty House, 1975)
- Un susurro en la noche: cuentos de terror y suspense (A Whisper in the Night, 1984)
- La venganza de la luna
- Clairan y Crespian
- Los guerreros de la cocina
- La inquietante Lamb House
- El pequeño dragón
- El árbol espejo
- El pérfido lolibirdo
- El jorobado de Brook Green
- Más cuentos del cuervo Mortimer
- Mendelson y las ratas
- El gato Mog
- Ponle bridas al viento
- Vete a ensillar el mar
- El cuento de una calle de una sola dirección